# 햄던 파크
햄던 파크(영어: Hampden Park)는 스코틀랜드 글래스고에 위치한 국립경기장이다. 이 경기장은 퀸즈 파크와 스코틀랜드 축구 국가대표팀의 홈구장으로 주로 사용된다. 또한 음악 콘서트와 다른 스포츠 행사에 사용된다.
햄던 파크는 1903년에 건립되었다. 햄던 파크는 축구의 성지로 2003년 10월 31일에 백주년을 맞았다. 또한 이 곳에는 스코틀랜드 축구 협회, 스코틀랜드 프리미어리그, 스코틀랜드 풋볼 리그의 사무실이 위치해 있다. 2012년 런던 하계 올림픽에서는 축구 경기장 가운데 하나로 사용되었고 2014년 글래스고에서 열린 코먼웰스 게임에서는 육상 경기장으로 사용되었다. 유러피언컵 (현재의 UEFA 챔피언스리그)과 UEFA컵의 결승전도 여러 차례 개최된 바가 있다.

## 역사
현재의 햄던 파크 이전에 두 개의 햄던 파크가 더 있었다. 첫 번째의 햄던 파크는 1873년부터 퀸즈 파크가 홈구장으로 사용했던 것이고, 현재의 햄던 파크가 건설되면서 퀸즈 파크가 이곳으로 옮겨 오게 되었다. 두 번째 햄던 파크는 서드 라나크가 소유하게 되면서 캐스킨 파크로 명칭을 변경하였다. 첫 번째 햄던 파크가 있던 자리는 현재 햄던 볼링 클럽이 위치해 있고, 두 번째 햄던 파크인 캐스킨 파크는 캐스카트로(路) 맞은편에 있다.
1903년에 퀸즈 파크는 부지를 구입하여 현재의 경기장을 건설하였다. 햄던 파크에서의 첫 경기는 1903년 10월 31일에 열렸다. 경기 결과는 퀸즈 파크가 셀틱을 1 대 0으로 누르고 승리하였다. 햄던 파크는 1950년까지 세계에서 가장 큰 경기장이었다. 이 기록은 브라질 리우데자네이루에 마라카낭 경기장이 완공되면서 깨지게 되었다. 힐즈브러 참사를 비롯한 여러 사고로 인해 테일러 보고서가 보고된 이후, 햄던 파크는 52,103명 수용 규모의 전좌석 경기장으로 보수되어 1999년 5월 14일에 재개장되었다.

## 햄던 파크

### 축구

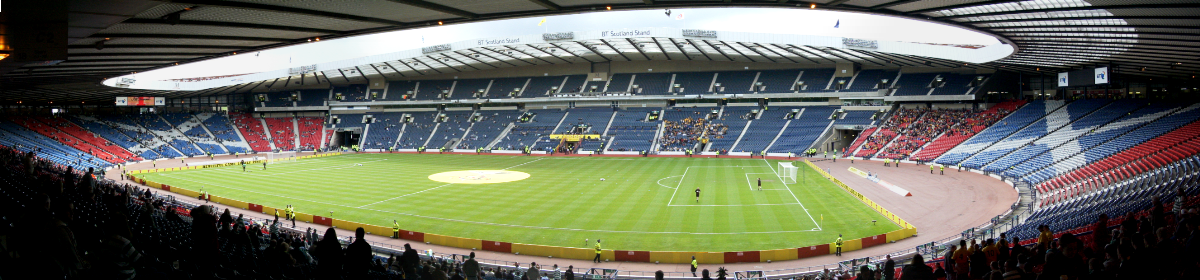
북쪽 관중석 뒤에서 본 햄던 파크 전경

햄던 파크에서는 매년 5월에 스코틀랜드 컵의 결승전이 열린다. 또한 유러피언컵 1959-60시즌의 결승전이 열려 13만 명의 관중이 들어찬 가운데 레알 마드리드가 아인트라흐트 프랑크푸르트를 7 대 3으로 누르고 우승하였다. 1975-76시즌의 결승전도 이곳에서 열려 바이에른 뮌헨이 생테티엔을 누르고 우승하였다. UEFA 챔피언스리그의 2001-02시즌 결승전에서 레알 마드리드는 바이어 레버쿠젠을 누르고 다시 한번 햄던 파크에서의 우승을 차지하였다. UEFA컵 2006-07 결승전도 열렸다. 또한 스코틀랜드 축구 국가대표팀의 홈구장으로 사용되고 있는데, 이곳에서의 첫 국제 경기 득점은 1979년에 디에고 마라도나가 스코틀랜드와의 경기에서 기록하였다.

### 기타
1999년에 재개장하면서 럭비 유니온 경기도 열리고 있다. 1999년의 럭비 유니온 월드컵의 조별리그 경기가 이곳에서 열렸다.
미식축구에서는, NFL 유로파의 스코티시 클레이모어스가 1998년부터 2004년까지 홈구장으로 사용해왔으며 또한 스피드웨이팀인 글래스고 타이거스가 1969년부터 1972년까지 햄던 파크를 사용했었다. 2014년 글래스고에서 열린 코먼웰스 게임의 육상 경기장으로 사용되었으며 본 조비, 롤링 스톤즈, 이글스, 에미넴, 조지 마이클, 레드 핫 칠리 페퍼스, 오아시스 등 여러 가수들의 콘서트가 이곳에서 열렸다.

## 기록

### 1986년 FIFA 월드컵 예선 대륙간 플레이오프
| 날짜             | 팀 1       | 스코어 | 팀 2           | 라운드      |
| ---------------- | ---------- | ------ | -------------- | ----------- |
| 1985년 11월 20일 | 스코틀랜드 | 2 - 0  | 오스트레일리아 | UEFA vs OFC |

### 2002년 FIFA 월드컵 유럽 지역 예선
| 날짜            | 팀 1       | 스코어 | 팀 2       | 라운드 |
| --------------- | ---------- | ------ | ---------- | ------ |
| 2001년 3월 24일 | 스코틀랜드 | 2 - 2  | 벨기에     | 6조    |
| 2001년 3월 28일 | 스코틀랜드 | 4 - 0  | 산마리노   | 6조    |
| 2001년 9월 1일  | 스코틀랜드 | 0 - 0  | 크로아티아 | 6조    |
| 2001년 10월 6일 | 스코틀랜드 | 2 - 1  | 라트비아   | 6조    |

### 2012년 하계 올림픽 축구 남자
| 날짜            | 팀 1     | 스코어 | 팀 2     | 라운드 |
| --------------- | -------- | ------ | -------- | ------ |
| 2012년 7월 26일 | 온두라스 | 2 - 2  | 모로코   | D조    |
| 2012년 7월 26일 | 스페인   | 0 - 1  | 일본     | D조    |
| 2012년 8월 1일  | 이집트   | 3 - 1  | 벨라루스 | C조    |

### 2012년 하계 올림픽 축구 여자
| 날짜            | 팀 1     | 스코어 | 팀 2                   | 라운드 |
| --------------- | -------- | ------ | ---------------------- | ------ |
| 2012년 7월 25일 | 미국     | 4 - 2  | 프랑스                 | G조    |
| 2012년 7월 25일 | 콜롬비아 | 0 - 2  | 조선민주주의인민공화국 | G조    |
| 2012년 7월 28일 | 미국     | 3 - 0  | 콜롬비아               | G조    |
| 2012년 7월 28일 | 프랑스   | 5 - 0  | 조선민주주의인민공화국 | G조    |
| 2012년 8월 3일  | 스웨덴   | 1 - 2  | 프랑스                 | 8강    |